# Prefectura de Mie
La prefectura de Mie (三重県, Mie-ken) és una prefectura del Japó localitzada a la regió de Kansai, a l'illa de Honshū. A data de l'1 de setembre de 2020, la prefectura de Mie té una població total de 1.768.632 persones i té una superfície total de 5.774 quilòmetres quadrats. La prefectura de Mie limita amb la prefectura de Gifu al nord, amb les prefectures de Shiga i Kyoto al nord-oest, amb la prefectura de Nara a l'oest, amb la prefectura de Wakayama al sud-oest i amb la prefectura d'Aichi a l'est.
La capital prefectural és la ciutat de Tsu i el municipi més populós és la ciutat de Yokkaichi. Altres ciutats importants de la prefectura són Suzuka, Matsusaka i Kuwana. La prefectura de Mie es troba localitzada a la costa oriental de la península de Kii, destacant la badia d'Ise a la qual desemboquen els tres rius de Kiso. La prefectura de Mie és un popular destí turístic amb indrets com ara el Nagashima Spa Land, el circuit de Suzuka i alguns dels santuaris més antics i sagrats del xintoisme, la religió ètnica del Japó, com ara el Santuari d'Ise o el gran santuari de Tsubaki.

## Agermanaments
- Estat de São Paulo, Brasil. (7 de novembre de 1973)
- Província de Henan, RPX. (7 de novembre de 1973)
- País Valencià, Espanya. (2 de novembre de 1992)

## Persones il·lustres
- Kazuo Echigo